# Франк, Эдуар
Эдуар Франк (фр. Édouard Frank; род. 5 апреля 1934, Гримари) — центральноафриканский судья и политический деятель. Он был премьер-министром Центральноафриканской Республики с 15 марта 1991 по 4 декабря 1992 года.

## Биография
Родился 5 апреля 1934 года в Гримари в семье Казимира Фра и Филомены Пагунджи. С 1942 по 1948 год он посещал Высшую школу в Куанго и региональную школу в Бамбари, а с 1948 по 1954 год — коллеж Эмиля Жантиля. Позже он учился в Нормальной школе институтов в Бамбари. Он начал преподавать в 1955 году. Франк изучал юриспруденцию с 1963 по 1965 год в Институте высших учебных заведений внешней торговли (IHEOM), поступив на судебную службу в июле 1965 года. С 1972 по 1976 год он продолжил учёбу в Университете Жан Беделя Бокассы (впоследствии переименованном в Университет Банги).
В 1973 году Франк был назначен членом Апелляционного суда Банги. Он стал председателем Верховного суда в 1980 году. Он был назначен послом во Францию 27 февраля 1982 года президентом Андре Колингбой.
Франк председательствовал на судебном процессе над бывшим императором Жаном Беделем Бокассой в 1986—1987 годах. В прессе это было описано как «первый случай в истории постколониальной Африки, когда бывший глава государства предстал перед публичным судом с полными гарантиями его защиты». Бокасса был приговорён к смертной казни в конце судебного процесса в июне 1987 года. Позже приговор был смягчён до пожизненного заключения, и Бокасса был освобождён в 1993 году. Франк стал секретарём кабинета министров 5 января 1989 года.
Франк был назначен премьер-министром 15 марта 1991 года. Он был уволен с этой должности 4 декабря 1992 года. Анж-Феликс Патассе назначил его председателем Конституционного суда 1 марта 1996 года. После государственного переворота 2003 года, в результате которого пришёл генерал Франсуа Бозизе к власти, Франк опасался за свою жизнь и бежал во Францию на четыре месяца. Позже, 6 января 2006 года, Франк был назначен Бозизе юрисконсультом при президенте. Он был уволен с этого поста в июле 2007 года.
Он на пенсии и живёт в Виши, Франция. У него девять детей, четверо из которых находятся во Франции, двое — в Сенегале и трое всё ещё находятся в Центральноафриканской Республике.

## Награды
- Центральноафриканский орден «За заслуги» (1993)[8]